# Likouala
Likouala is een regio van de Republiek Congo die het noordoosten van dat land beslaat. Het qua oppervlakte de grootste regio van het land met iets meer dan 66.000 vierkante kilometer. Anno 2007 woonden er volgens berekening bijna 90.000 mensen. De hoofdplaats van de regio heet Impfondo.

## Grenzen
De regio Likouala deelt een grens met twee buurlanden van Congo-Brazzaville:
- Twee prefecturen van de Centraal-Afrikaanse Republiek:
  - Sangha-Mbaéré in het noordwesten.
  - Lobaye in het noordoosten.
- De Evenaarsprovincie van de Democratische Republiek Congo in het oosten.

De overige grenzen worden gevormd met twee andere regio's:
- Cuvette in het zuidwesten.
- Sangha in het westen.

## Districten
De regio is onderverdeeld in zeven districten:
- Bétou
- Bouaniela
- Dongou
- Enyellé

- Epéna
- Impfondo
- Liranga

Bouenza · Cuvette · Brazzaville · Cuvette-Ouest · Kouilou · Lékoumou · Likouala · Niari · Plateaux · Pointe-Noire · Pool · Sangha